# Marcel Gafton
Marcel Gafton (n. 27 iulie 1925, Pechea, Galați, România – d. 21 decembrie 1987, București, România) a fost un poet și traducător român.

## Biografie
S-a născut în satul Pechea din județul Covurlui în familia învățătorilor Antonia (n. Sârbu) și Nicolae Gh. Gafton, primind la naștere numele Maricel. A urmat studii secundare la Brăila (absolvite în 1945) și apoi studii universitare la Facultatea de Drept a Universității din București (1946-1949), pe care nu le-a mai finalizat.

## Activitatea literară
A debutat în 1945 cu poeme în Caietul de poezie nr. 1 al Revistei Fundațiilor Regale (1945). A colaborat la revistele Revista Fundațiilor Regale, Viața românească, Dunărea (Brăila), Popas literar, Fapta, Națiunea, România literară, Luceafărul și Secolul 20. A publicat mult mai târziu patru volume de poezii: Non possumus (1972), Miraria (1977), Adică (1982) și Șaizeci poeme (1986), făcând parte din categoria „fanteziștilor manieriști” și evidențiindu-se, potrivit istoricului literar Ion Cristofor, ca „un poet de accentuat rafinament lingvistic, cu ambiții de novator al limbajului poetic”. Poeziile din volumul său de debut „unesc delicatețea sufletească și intelectualismul, rareori travestite prin experimente lexicale”, considera criticul Marian Popa. Criticul Ion Rotaru îl considera un poet ermetist muzical, dar superficial, cu un stil poetic asemănător cu cel al lui Gellu Naum, un „maestru al răsucirii în fel și chip a frazelor, chiar a tăierii lor, când e cazul”.
Marcel Gafton este cunoscut prin numeroasele traduceri literare realizate. A tradus, singur sau în colaborare, scrierile lui Eduard Bass, Anatole France, Alexandre Dumas, Jules Renard, Jean Giono, Maxim Gorki, Alexandr Fadeev, Boris Gorbatov, Boris Pilniak, Mihail Șolohov, Iuri Trifonov, Ivan Turgheniev, Ilia Vergasov, Stratis Mirivilis, Dragomir Petrov ș.a.

## Opera
- Non possumus, Ed. Cartea Românească, București, 1972;
- Miraria, Ed. Cartea Românească, București, 1977;
- Adică, Ed. Cartea Românească, București, 1982;
- Șaizeci poeme, Ed. Cartea Românească, București, 1986.

### Traduceri
- Veniamin Kaverin, Doi căpitani, în colab. cu Lidia Zamfirescu, București, 1950;
- Ivan Turgheniev, Rudin, în colab., București, 1950;
- Serghei Mihalkov, Ilia Golovin, în colab., București, 1950;
- Boris Gorbatov, Doi tovarăși. E. Gorobiov. O dimineață cu vânt, în colab., București, 1951;
- L. Kosmodemianskaia, Povestire despre Zoia și Șura, în colab., București, 1951;
- Leon Kruczkowski, Kordian și țăranul, în colab., București, 1952;
- T. Svatopluk, Fără patron, în colab., București, 1955;
- A. Verșinin, Cei ce merg împotriva curentului, în colab. cu E. Antonescu, București, 1956;
- Marie Pujmanová, Trilogie, vol. I, în colab., București, 1955;
- Orígenes Lessa, Dona Beralda își caută fiica, în colab., București, 1957;
- Mihail Șolohov, Povestiri de pe Don. Soarta unui om, în colab., București, 1957;
- Alexandr Fadeev, Înfrângere, în colab., București, 1957;
- Aleksei Silici Novikov-Priboi, Căpitan de rangul I, în colab., București, 1958;
- Alexandr Fadeev, Tânăra gardă, în colab., București, 1959;
- Tveatko Kaftandziev, Legea prieteniei, în colab., București, 1959;
- Anatoli Rîbakov, Stiletul, în colab., București, 1959;
- Ilia Vergasov, În munții Tauridei. Însemnările unui partizan, în colab., București, 1959;
- Menelaos Ludemis, Cerul se înnourează, în colab., cuvânt înainte de Demostene Botez, București, 1960;
- Mayne Reid, Călărețul fără cap, în colab., București, 1961 (altă ed., vol. I-II, 1998);
- Maxim Gorki, Viața lui Klim Samghin (Patruzeci de ani), vol. I-IV, în colab., București, 1961;
- Astrid Lindgren, Aventurile lui Kalle Bolemkvist, în colab., București, 1962;
- Stratis Mirivilis, Viața în mormânt, în colab., București, 1963;
- Olga Kobyleanska, Pământ, în colab. cu Eugen Mihaiciuk, București, 1964;
- Filipou G. Pieridis, Vremuri grele, în colab., București, 1966;
- Iuri Oleșa, Invidie, în colab., București, 1966;
- Eduard Bass, Circul Humberto, în colab., București, 1966;
- Anatole France, Thaïs, București, 1966 (altă ed., 1997);
- Evgheni Gorbov, Casa cu plopi, în colab., București, 1966;
- Mihailo Lalic, Nunta, în colab., București, 1967;
- Jules Renard, Scrieri alese, în colab., București, 1967;
- Artiom Vesiolîi, Rusia scăldată în sînge, vol. I-II, în colab., București, 1967 (altă ed., Pitești, 2002);
- Romulo Gallegos, Doña Bárbara, în colab., București, 1968;
- Maxim Gorki, Viața lui Matvei Kojemeakin, în colab., București, 1968;
- Alexandre Dumas, După douăzeci de ani, vol. I-II, București, 1969;
- Viktor Konețki, Focuri pe stâncile de gheață, în colab., București, 1969;
- Boris Pilniak, Anul gol, în colab., București, 1969 (altă ed., Pitești, 2002);
- Jean Giono, Să-mi rămână bucuria, în colab., București, 1971;
- Maxim Gorki, Copilăria. La stăpân. Universitățile mele, vol. I-III, în colab., București, 1972;
- N. Ognev, Jurnalul lui Kostea Riabțev, vol. I-II, în colab., București, 1972;
- Leonid Juhovițki, Mai stai și te uită în urmă, în colab., București, 1973;
- Leopold Lahola, Înmormântarea lui David Kracower, în colab., București, 1974;
- Dragomir Petrov, Fântâni. Poeme, cu o întâmpinare de Marcel Gafton, București, 1974;
- Jules Renard, Morcoveață, în colab. cu M. Morariu, București, 1979 (ed. noi, 1984, 2002);
- Iuri Trifonov, Un lung bun rămas, în colab., București, 1980;
- Honoré de Balzac, Femeia părăsită, trad. în colab., Iași, 2002.